# Тервайоки (река, впадает в Кимасозеро)
Тервайоки, Хухтаяйоки, Машельгяйоки, Урамийоки — совокупность рек в России, протекает в Карелии. Урамийоки берёт своё начало из озера Кайтаярви, впадая в Мошельгеярви. Из этого озера вытекает Машельгяйоки, впадающая в Хухтаярви, из него вытекает Хухтаяйоки, впадающая в реку Машельгяйоки. Машельгяйоки впадает в Тервайоки. Тервайоки впадает в Кимасозеро. Длина реки составляет 37 км, площадь водосборного бассейна 147 км².

## Данные водного реестра
По данным государственного водного реестра России относится к Баренцево-Беломорскому бассейновому округу, водохозяйственный участок реки — Кемь от Юшкозерского гидроузла до Кривопорожского гидроузла. Речной бассейн реки — бассейны рек Кольского полуострова и Карелии, впадает в Белое море.
Код объекта в государственном водном реестре — 02020000912102000004072.